# Coppa della Germania Est 1990-1991
La Coppa della Germania Est 1990-91 fu l'ultima edizione della competizione. La coppa cessò la sua esistenza a causa della Riunificazione tedesca e delle relative federazioni calcistiche.

## Primo turno
| Squadra 1                    | Risultato       | Squadra 2                           |
| ---------------------------- | --------------- | ----------------------------------- |
| Greifswalder SC II           | 1 - 3           | Union Berlino                       |
| Blau-Gelb Berlin             | 0 - 3           | Vorwärts Francoforte                |
| Blau-Weiß Parchim            | 0 - 2           | Greifswalder                        |
| Motor Ludwigsfelde           | 1 - 5           | Anhalt Dessau                       |
| FSV Kitzscher                | 0 - 11          | Wismut Aue                          |
| MSV Eisleben                 | 0 - 5           | FSV Prenzlau                        |
| Elektro-Keramik Veilsdorf    | 0 - 6           | Motor Weimar                        |
| Schönebecker SV 1861         | 0 - 2           | MSV Post Neubrandenburg             |
| FSV 90 Velten                | 0 - 1           | Markkleeberg                        |
| Wernigeröder SV              | 2 - 2 (4-1 dtr) | Germania Ilmenau                    |
| Optik Rathenow               | 6 - 3 (dts)     | Polizei SV Schwerin                 |
| Buna Schkopau                | 2 - 1           | Bergmann-Borsig                     |
| Stahl Thale                  | 6 - 0           | Stahl Hennigsdorf                   |
| Chemie Guben 1990            | 3 - 1           | TSG Meißen                          |
| Fortschritt Bischofswerda    | 3 - 1           | Wismut Gera                         |
| Wacker Nordhausen            | 1 - 5           | Aktivist Schwarze Pumpe Hoyerswerda |
| Glückauf Brieske-Senftenberg | 1 - 6           | Zwickau                             |
| SC Victoria 1914 Templin     | 1 - 5           | Hansa Rostock                       |
| Union Mühlhausen             | 0 - 9           | Dinamo Dresda                       |
| Chemie Wolfen                | 0 - 1           | Rot-Weiß Erfurt                     |
| FV Zeulenroda                | 0 - 2           | Sachsen Lipsia                      |
| Gelb-Weiß Görlitz            | 1 - 6           | Energie Cottbus                     |
| Stahl Riesa                  | 2 - 6           | Eisenhüttenstädter Stahl            |
| FSV Sömmerda                 | 0 - 5           | Chemie Halle                        |
| Preussen Eberswalde          | 2 - 6           | Stahl Brandeburgo                   |
| TSV 1860 Stralsund           | 0 - 1           | Magdeburgo                          |
| 1. Suhler SV                 | 0 - 3           | Karl-Marx-Stadt                     |
| Hafen Rostock                | 0 - 3           | FC Berlino                          |
| Chemnitzer SV                | 0 - 2           | Lokomotive Lipsia                   |

| Greifswald 24 agosto 1990 Primo turno                                                    | Greifswalder SC II | 1 – 3 referto                                 | Union Berlino | Volksstadion (200 spett.) |
| \| \| \| \| \| Elbe 41’ \| Marcatori \| 7’ (aut.) Ehlert 48’ Grether 71’ Hofschneider \| |                    |                                               |               |                           |
|                                                                                          |                    |                                               |               |                           |
| Elbe 41’                                                                                 | Marcatori          | 7’ (aut.) Ehlert 48’ Grether 71’ Hofschneider |               |                           |

| Arbitro: | Heinz Rothe |

|  |           |                                |
|  | Marcatori | 8’ Prause 70’, 82’ (rig.) Roth |

| Arbitro: | Klaus Scheurell |

|  |           |                             |
|  | Marcatori | 34’ Humboldt 75’ Bullerjahn |

| Arbitro: | Klaus-Dieter Voigt |

|           |           |                                                |
| Stark 58’ | Marcatori | 49’ Parnow 53’, 72’ Dreyer 77’ Wolf 85’ Müller |

| Arbitro: | Gerd Schukat |

|  |           | |
|  | Marcatori | 2’, 31’, 89’ Medgyes 10’ Kapetanović 23’, 53’, 55’ Persigehl 29’ Krauß 58’ Zweigler 68’, 79’ Pfüller |

| Arbitro: | Thomas Eßbach |

|  |           |                                                |
|  | Marcatori | 5’, 84’ Natter 32’, 70’ Maziarczyk 43’ Gubanow |

| Arbitro: | Peter Weise |

|  |           |                                                                       |
|  | Marcatori | 37’ Kretzer 54’ (rig.), 68’ (rig.), 83’ Winter 62’ Pöhland 87’ Kramer |

| Arbitro: | Andreas Stiehr |

|  |           |                        |
|  | Marcatori | 48’ Rudolph 58’ Kaiser |

| Arbitro: | Horst Wagner |

|  |           |             |
|  | Marcatori | 54’ Turnier |

| Arbitro: | Henner Hirschelmann |

|                            |                      |                           |
| Reuß 12’ Potyka 80’ (rig.) | Marcatori            | 28’ Hößrich 88’ Friedrich |
|                            | Tiri di rigore 4 – 1 |                           |

| Arbitro: | Hans-Joachim Rook |

|                                                                |           |                                      |
| Dreßler 8’, 93’, 120’ Streisel 89’ Oberschmidt 101’ Block 103’ | Marcatori | 30’ Benthin 71’ Hirsch 105’ Herzberg |

| Arbitro: | Gerhard Demme |

|                          |           |           |
| Strozniak 14’ Kaiser 75’ | Marcatori | 15’ Kruse |

| Arbitro: | Andreas Schrank |

|                                                                             |           |  |
| Losse 20’ Weidner 50’ Rennert 57’ Reimann 77’ Steinat 83’ Keller 89’ (rig.) | Marcatori |  |

| Arbitro: | Wolfgang Schneider |

|                              |           |                   |
| Brotzmann 5’, 18’ Klenge 32’ | Marcatori | 73’ Gerstenberger |

| Arbitro: | Wilfried Trexler |

|                                    |           |           |
| Schmidt 16’ Pordzik 30’ Löpelt 66’ | Marcatori | 44’ Jacob |

| Arbitro: | Peter Borcherding |

|             |           |                                                     |
| Richter 73’ | Marcatori | 17’ Hansch 52’, 72’ Schröter 75’ Götz 86’ Fraedrich |

| Arbitro: | Wieland Ziller |

|            |           |                                                                          |
| Patzig 24’ | Marcatori | 9’ (rig.) Schreiber 12’ Reichelt 40’, 51’ Romanowsky 58’ Hermel 85’ Pohl |

| Arbitro: | Gerhard Mewes |

|         |           |                                                      |
| Klan 3’ | Marcatori | 6’ Röhrich 9’ Rillich 41’ Dowe 57’ Fuchs 68’ Schlünz |

| Arbitro: | Thomas Holland-Moritz |

|  |           |                                                                        |
|  | Marcatori | 1’, 5’, 33’ Minge 29’, 36’ Scholz 37’ Kern 43’, 60’ Ratke 90’ Lieberam |

| Arbitro: | Peter Müller |

|  |           |             |
|  | Marcatori | 84’ Schmidt |

| Arbitro: | Helmut Bley |

|  |           |                     |
|  | Marcatori | 70’ Ferl 87’ Kösser |

| Arbitro: | Harald Sather |

|            |           |                                                      |
| Mrozek 84’ | Marcatori | 7’ Fochler 15’, 50’, 80’, 86’ Aleksandrov 44’ Sander |

| Arbitro: | Ralf Wittchen |

|                            |           |                                                                |
| Wude 6’ (rig.), 50’ (rig.) | Marcatori | 11’ Saternus 31’ Wittke 37’, 69’ Bitzka 56’ Neupert 65’ Schulz |

| Arbitro: | Karl-Heinz Gläser |

|  |           |                                                                |
|  | Marcatori | 30’ Nowotny 52’ Wüllbier 76’ Tretschok 79’ Neitzel 90’ Machold |

| Arbitro: | Norbert Haupt |

|                        |           |                                                                    |
| Petzold 80’ Werner 84’ | Marcatori | 59’ Blüthmann 63’ Zschiedrich 68’ Pfahl 76’ Schulz 79’, 90’ Vogler |

| Arbitro: | Frank Fleske |

|  |           |            |
|  | Marcatori | 75’ Rösler |

| Arbitro: | Günther Habermann |

|  |           |                                          |
|  | Marcatori | 56’ Barsikow 62’ Bittermann 77’ Mehlhorn |

| Arbitro: | Peter Kiefer |

|  |           |                         |
|  | Marcatori | 18’ Boer 54’, 80’ Bonan |

| Arbitro: | Klaus Peschel |

|  |           |                        |
|  | Marcatori | 17’ Jedynak 88’ Hobsch |

Qualificati direttamente al secondo turno: Rotation Berlin, FC Carl Zeiss Jena, Wismut Aue Amateure

## Secondo turno
| Squadra 1                | Risultato   | Squadra 2                           |
| ------------------------ | ----------- | ----------------------------------- |
| Lokomotive Lipsia        | 1 - 0       | Aktivist Schwarze Pumpe Hoyerswerda |
| Wernigeröder SV          | 2 - 1       | Wismut Aue                          |
| Buna Schkopau            | 2 - 1 (dts) | FSV Prenzlau                        |
| Optik Rathenow           | 0 - 1       | Anhalt Dessau                       |
| Stahl Thale              | 1 - 0       | MSV Post Neubrandenburg             |
| Wismut Aue II            | 0 - 4       | Magdeburgo                          |
| Carl Zeiss Jena          | 2 - 1       | Fortschritt Bischofswerda           |
| Vorwärts Francoforte     | 4 - 3 (dts) | Motor Weimar                        |
| Eisenhüttenstädter Stahl | 1 - 0       | Chemie Guben 1990                   |
| Stahl Brandeburgo        | 8 - 0       | Rotation Berlin                     |
| Zwickau                  | 1 - 2 (dts) | Dinamo Dresda                       |
| Hansa Rostock            | 2 - 0       | Chemie Halle                        |
| Sachsen Lipsia           | 0 - 2       | Rot-Weiß Erfurt                     |
| Energie Cottbus          | 0 - 2       | Karl-Marx-Stadt                     |
| Markkleeberg             | 4 - 2 (dts) | Greifswalder                        |
| Union Berlino            | 2 - 1 (dts) | FC Berlino                          |

| Arbitro: | Helmut Bley |

|             |           |  |
| Lindner 70’ | Marcatori |  |

| Arbitro: | Rainer Thrun |

|                      |           |               |
| Schneevoigt 51’, 76’ | Marcatori | 72’ Persigehl |

| Arbitro: | Jörg Keßler |

|                          |           |           |
| Meyer 54’ Strozniak 111’ | Marcatori | 11’ Borth |

| Arbitro: | Horst Wagner |

|  |           |               |
|  | Marcatori | 47’ Hannemann |

| Arbitro: | Eckhard Escher |

|             |           |  |
| Rennert 62’ | Marcatori |  |

| Arbitro: | Peter Weise |

|  |           |                                           |
|  | Marcatori | 6’ Minkwitz 13’ Schneider 63’, 79’ Laeßig |

| Arbitro: | Hans-Jürgen Bußhardt |

|                            |           |           |
| Holetschek 10’ Peschke 66’ | Marcatori | 78’ Kunze |

| Arbitro: | Reinhard Purz |

|                                     |           |                                    |
| Hause 11’, 16’ Kulke 63’ Wilski 98’ | Marcatori | 17’ Weinrich 40’ Kunze 45’ Kretzer |

| Arbitro: | Peter Müller |

|             |           |  |
| Neupert 23’ | Marcatori |  |

| Arbitro: | Klaus Hagen |

|                                                                      |           |  |
| Vogler 27’, 49’ Bletsch 32’ Jeske 52’, 74’ Lange 54’ Schulz 76’, 89’ | Marcatori |  |

| Arbitro: | Bernd Heynemann |

|               |           |                         |
| Schreiber 40’ | Marcatori | 79’ Minge 100’ Gütschow |

| Arbitro: | Norbert Haupt |

|                 |           |  |
| Röhrich 5’, 78’ | Marcatori |  |

| Arbitro: | Karl-Heinz Gläser |

|  |           |                          |
|  | Marcatori | 14’ Romstedt 17’ Seifert |

| Arbitro: | Klaus Scheurell |

|  |           |                   |
|  | Marcatori | 21’, 53’ Spranger |

| Arbitro: | Matthias Müller |

|                                             |           |                          |
| Liebers 2’, 71’ Purrucker 97’ Tillmann 120’ | Marcatori | 41’ Piehl 68’ Steinfurth |

| Arbitro: | Wieland Ziller |

|                        |           |                      |
| Grether 21’ Seier 117’ | Marcatori | 72’ (rig.) Chaloupka |

## Ottavi di finale
| Squadra 1                | Risultato | Squadra 2         |
| ------------------------ | --------- | ----------------- |
| Vorwärts Francoforte     | 1 - 3     | Lokomotive Lipsia |
| Wernigeröder SV          | 1 - 3     | Karl-Marx-Stadt   |
| Buna Schkopau            | 0 - 4     | Union Berlino     |
| Rot-Weiß Erfurt          | 5 - 2     | Anhalt Dessau     |
| Stahl Brandeburgo        | 3 - 0     | Markkleeberg      |
| Hansa Rostock            | 2 - 0     | Stahl Thale       |
| Dinamo Dresda            | 1 - 2     | Carl Zeiss Jena   |
| Eisenhüttenstädter Stahl | 4 - 0     | Magdeburgo        |

| Arbitro: | Manfred Roßner |

|           |           |                                        |
| Kulke 25’ | Marcatori | 40’ Hammermüller 65’ Kracht 89’ Rische |

| Arbitro: | Wieland Ziller |

|           |           |                                                  |
| Hoppe 60’ | Marcatori | 19’ Spranger 34’ Mehlhorn 49’ (aut.) Schedlbauer |

| Arbitro: | Andreas Schrank |

|  |           |                                                            |
|  | Marcatori | 62’ Schulz 63’ Sirocks 64’ Ferreira 68’ (rig.) Adamczewski |

| Arbitro: | Klaus-Dieter Stenzel |

|                                         |           |                                 |
| Vogel 7’, 29’, 30’ Heun 24’ Schmidt 63’ | Marcatori | 51’ Hildebrandt 89’ (rig.) Wolf |

| Arbitro: | Norbert Haupt |

|                          |           |  |
| Jeske 19’ Pfahl 40’, 85’ | Marcatori |  |

| Arbitro: | Frank Fleske |

|                        |           |  |
| Caligiuri 23’ Dowe 77’ | Marcatori |  |

| Arbitro: | Hans-Jürgen Bußhardt |

|           |           |                    |
| Ratke 82’ | Marcatori | 71’ Raab 87’ Weber |

| Arbitro: | Günter Supp |

|                                                    |           |  |
| Kluge 5’ Wittke 32’ (rig.), 49’ (rig.) Löhnert 67’ | Marcatori |  |

## Quarti di finale
| Squadra 1                | Risultato | Squadra 2         |
| ------------------------ | --------- | ----------------- |
| Hansa Rostock            | 1 - 0     | Rot-Weiß Erfurt   |
| Eisenhüttenstädter Stahl | 1 - 0     | Carl Zeiss Jena   |
| Lokomotive Lipsia        | 2 - 0     | Stahl Brandeburgo |
| Union Berlino            | 1 - 0     | Karl-Marx-Stadt   |

| Arbitro: | Klaus Hagen |

|              |           |  |
| Weichert 11’ | Marcatori |  |

| Arbitro: | Klaus Scheurell |

|            |           |  |
| Schulz 44’ | Marcatori |  |

| Arbitro: | Gerhard Demme |

|                          |           |  |
| Engelmann 65’ Hobsch 75’ | Marcatori |  |

| Arbitro: | Günther Habermann |

|             |           |  |
| Grether 79’ | Marcatori |  |

## Semifinali
| Squadra 1                | Risultato       | Squadra 2     |
| ------------------------ | --------------- | ------------- |
| Lokomotive Lipsia        | 1 - 1 (1-3 dtr) | Hansa Rostock |
| Eisenhüttenstädter Stahl | 2 - 0           | Union Berlino |

| Arbitro: | Hans-Jürgen Bußhardt |

|                             |                      |                             |
| Hobsch 81’                  | Marcatori            | 78’ Fuchs                   |
| Halata Kracht Hobsch Müller | Tiri di rigore 1 – 3 | Babendererde Caligiuri März |

| Arbitro: | Günter Supp |

|                       |           |  |
| Bartz 13’ Richert 90’ | Marcatori |  |

## Finale
| Squadra 1     | Risultato | Squadra 2                |
| ------------- | --------- | ------------------------ |
| Hansa Rostock | 1 - 0     | Eisenhüttenstädter Stahl |

| Arbitro: | Klaus Scheurell (Wusterhausen/Dosse) |

| |              | |
| Wahl 43’ | Marcatori    | |
| Daniel Hoffmann Paul Caligiuri Gernot Alms Mike Werner Heiko März Hilmar Weilandt Jens Wahl Jens Dowe Volker Röhrich Florian Weichert Henri Fuchs | Formazioni   | Bodo Rudwaleit Axel Wittke Olaf Backasch Thomas Kluge Frank Bartz Ralf Rambow Olaf Schnürer Karsten Schulz Steffen Menze Timo Löhnert Milan Milanović |
| Frank Rillich Juri Schlünz | Sostituzioni | Heiko Lahn Torsten Richert |
| Uwe Reinders | Allenatori   | Karl Trautmann |

## Campioni
| Coppa della Germania Est 1990-91 |
| -------------------------------- |
| Hansa Rostock Primo titolo       |